# آرثر ديمارس
آرثر ديمارس (بالإنجليزية: Arthur Demarest)‏ عالم أمريكي متخصص في علم الآثار وعلم الإنسان، وُلد في لويزيانا في الولايات المتحدة عام 1965. واشتهر بدراسته في مجالات حضارة المايا ووسط أمريكا في عصر ما قبل الكولومبي. وقام الصحفي الأمريكي آلان فايسمان مؤلف كتاب العالم من دوننا بإجراء مقابلة مع ديمارس ليحصل على تفاصيل أكثر عن فترة ازدهار حضارة المايا ونهايتها.